# Cannafest
Cannafest je evropský mezinárodní veletrh konopí a léčivých bylin s odbornou konferencí, který se od roku 2010 koná každoročně na začátku listopadu v Praze.
První ročníky se konaly na Výstavišti Praha, od roku 2018 je veletrh pořádán na výstavišti PVA Expo Praha v Letňanech.
Nejbližší ročník se uskuteční ve dnech 7.–9. listopadu 2025.

## Hlavní výstavní kategorie
- Přírodní zdroje
- Pěstování
- Semena
- Growshopy
- Vaporizace
- Extrakce
- CBD
- Doplňky
- Instituce
- Média
- Umění